# Східний Єрусалим

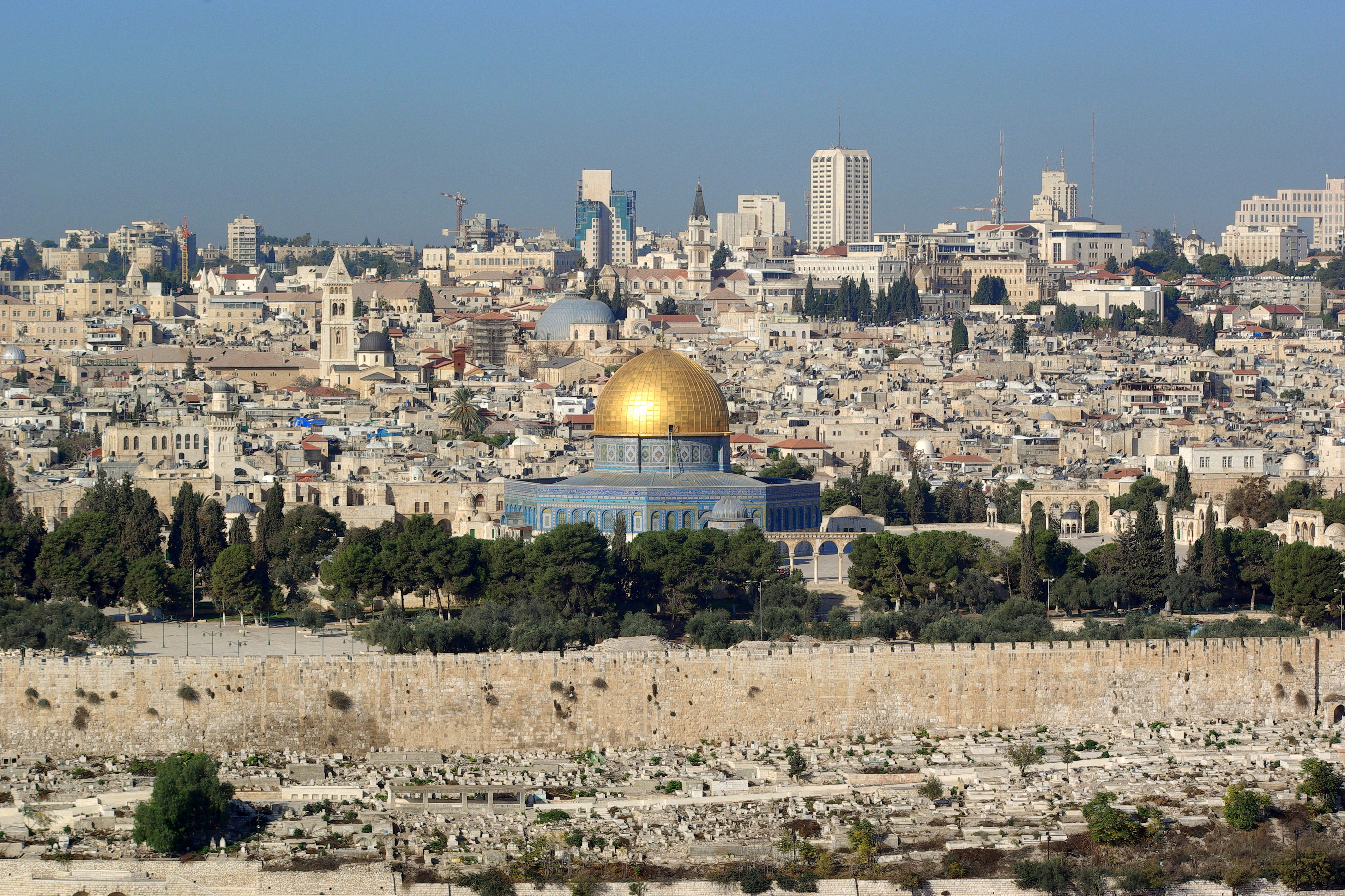
Купол Скелі у Старому місті.

Мапа Східного Єрусалиму.

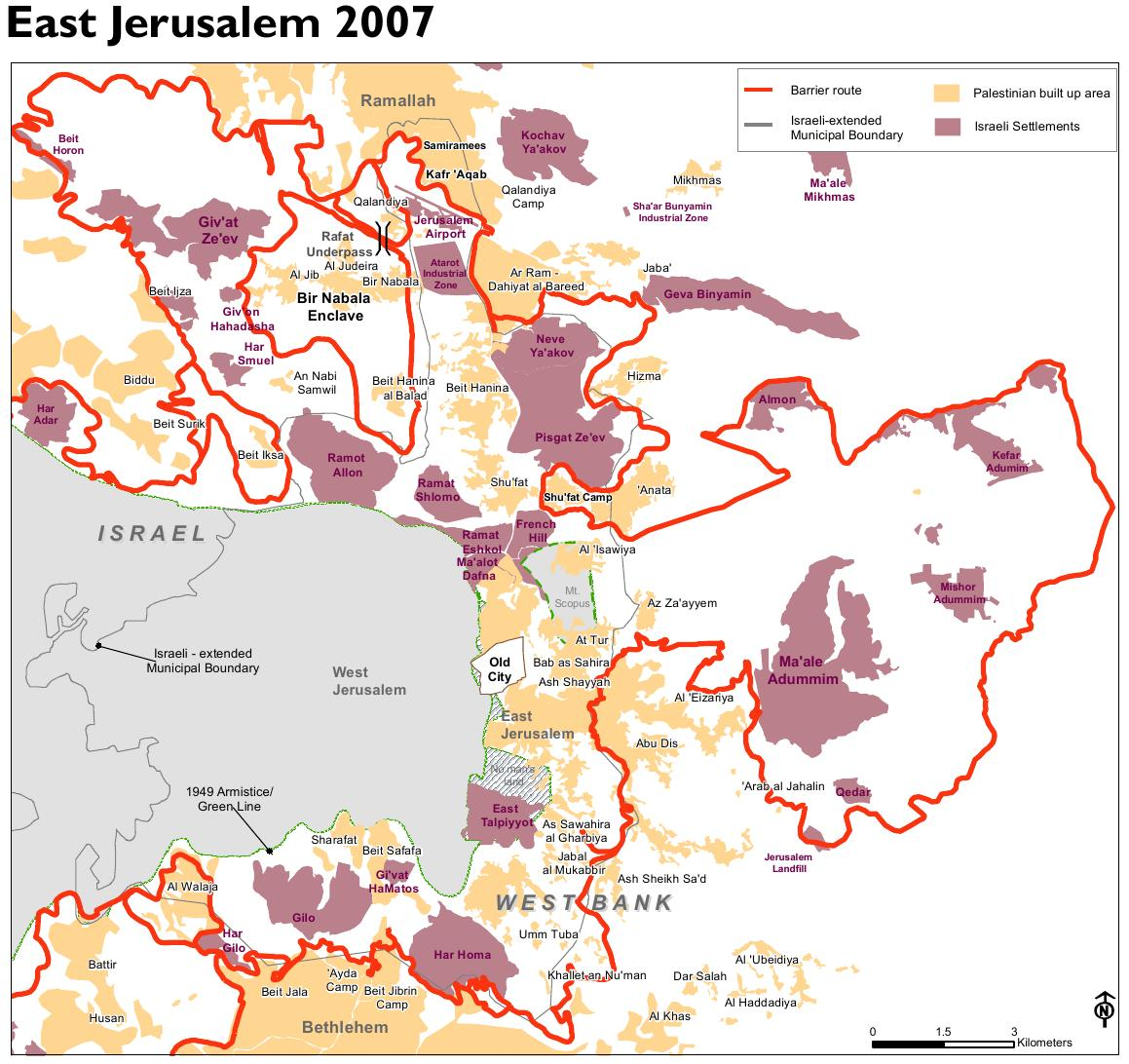
Єврейські поселення

Схі́дний Єрусали́м (івр. מזרח ירושלים, араб. القدس الشرقية) — східна частина міста Єрусалима з переважно арабським населенням. Територія Східного Єрусалиму була завойована Ізраїлем у 1967 році і приєднана до решти міста постановою Кнесету у 1980 р. Повернення Ізраїлем Східного Єрусалима офіційно не визнано світовим співтовариством. Резолюція ООН № 478 засудила зайняття Ізраїлем цієї частини міста і визнала її неправомірною. Арабське населення Палестинської автономії вважає Східний Єрусалим столицею майбутньої палестинської держави і питання Східного Єрусалиму є центральним питанням у мирному процесі між Ізраїлем та Палестинською автономією. У Східному Єрусалимі розташовані декілька святинь християнства, ісламу та юдаїзму, такі як Храмова гора, Західна стіна, Храм Гробу Господнього, мечеть Аль-Акса.

## Демографія
У переписі 1967 ізраїльська влада зареєструвала 66000 палестинських жителів (44000 проживають в районі, відомому до війни 1967 року, як Східний Єрусалим, і 22000, в районі Західного берега в додатку до Єрусалиму після війни). Лише кілька сотень євреїв проживали в Східному Єрусалимі в той час. До червня 1993 року, євреї стали більшістю у Східному Єрусалимі:. 155000 євреїв були офіційно зареєстровані, порівняно з 150 000 палестинців Наприкінці 2008 року, населення Східного Єрусалиму було 456300, що становило 60% мешканців Єрусалиму. З них 195 500 (43%) євреї, (включаючи 40% єврейського населення Єрусалиму в цілому), 260800 (57%) є мусульманами (включаючи 98% мусульманського населення Єрусалиму). У 2008 році, Палестинське центральне статистичне бюро повідомило що число палестинців, які проживають в Східному Єрусалимі, було 208 000. Наприкінці 2008 року основними арабськими кварталами у Східному Єрусалимі були: Шуафат (38800), Бейт-Ханіна (27900), Мусульманський квартал (26300) -Тор вкл. -Савана (24400). Основні єврейські квартали включають: Рамот Алон (42200), Пісгат Зеєв (42100), Гіло (26900), Неві Яків (20400), Рамат-Шломо (15100) і Східний Тальпіот (12200). Старе місто має арабське населення 36681 і єврейське населення 3847. 